# Pisa Sporting Club 1987-1988
Questa voce raccoglie le informazioni riguardanti il Pisa Sporting Club nelle competizioni ufficiali della stagione 1987-1988.

## Stagione

Alessandro Nista diventa il nuovo titolare della porta nerazzurra.

Dopo aver ottenuto nel 1987 la promozione dalla cadetteria all'ultima giornata, nella stagione 1987-1988 il Pisa torna a disputare il campionato di Serie A.
Il presidente Romeo Anconetani affida la panchina al tecnico Giuseppe Materazzi. Il mercato estivo dei nerazzurri è stato contraddistinto da acquisti come il difensore inglese Paul Elliott, il giovane Aldo Dolcetti, l'attaccante Ricardo Paciocco, e il centrocampista brasiliano Dunga.
Il Pisa inizia la stagione con quattro sconfitte consecutive, chiude l'andata con 11 punti in terz'ultima posizione, poi la squadra in autunno ottiene dei risultati importanti come le vittorie sull'Inter e sulla Fiorentina (entrambe 2-1), anche se fino a primavera prosegue un andamento alternato.

Il presidente Romeo Anconetani e il capitano Claudio Sclosa sollevano la Coppa Mitropa 1987-1988

Nelle ultime tre giornate si assiste a una vittoria (1-0) nello scontro diretto con il Cesena terzultimo, a un pareggio a reti bianche con la Sampdoria a Marassi e una vittoria decisiva nell'ultima giornata (2-0) sul Torino, che regala ai nerazzurri la salvezza e il diritto a disputare un'altra annata in Serie A. Nel girone di ritorno il Pisa ha raccolto 13 punti. Alla fine del campionato i tre "capocannonieri" nerazzurri avranno segnato 3 reti a testa: Piovanelli, Lucarelli e Bernazzani.
In Coppa Italia il Pisa ha vinto l'ottavo girone di qualificazione, giocato prima del campionato, davanti a Juventus, Lazio, Lecce, Catanzaro e Casertana, passando agli ottavi di finale. In Coppa Italia, vi sono novità per questa stagione, nel girone di qualificazione le vittorie valgono tre punti, i pareggi non ci sono più, se una partita finisce in parità, nel suo girone il Pisa pareggia con Lazio e Lecce, si tirano i 5 calci di rigore, chi vince porta a casa due punti, chi perde un solo punto. Poi a gennaio si giocano gli ottavi di finale, nei quali il Pisa viene eliminato nel doppio confronto con la Sampdoria.
A livello internazionale il Pisa riesce invece a rivincere, dal 24 al 30 maggio 1988, la sua seconda Mitropa Cup, battendo (3-0) in finale gli ungheresi del Váci Izzo, un torneo a sei squadre disputato a Pisa, in rappresentanza di Italia, Ungheria, Cecoslovacchia e Jugoslavia, squadre neopromosse dalle seconde divisioni.

## Rosa
| N. |                        | Ruolo | Calciatore           |
| -- | ---------------------- | ----- | -------------------- |
|    | Italia (bandiera)      | P     | Alessandro Nista     |
|    | Italia (bandiera)      | P     | Gianpaolo Grudina    |
|    | Italia (bandiera)      | P     | Alessandro Lazzarini |
|    | Italia (bandiera)      | D     | Antonio Cavallo      |
|    | Italia (bandiera)      | D     | Davide Lucarelli     |
|    | Italia (bandiera)      | D     | Mario Faccenda       |
|    | Italia (bandiera)      | D     | Roberto Chiti        |
|    | Inghilterra (bandiera) | D     | Paul Elliott         |
|    | Italia (bandiera)      | D     | Stefano Dianda       |
|    | Italia (bandiera)      | C     | Stefano Cuoghi       |
|    | Italia (bandiera)      | C     | Daniele Bernazzani   |

| N. |                    | Ruolo | Calciatore                |
| -- | ------------------ | ----- | ------------------------- |
|    | Italia (bandiera)  | C     | Aldo Dolcetti             |
|    | Italia (bandiera)  | C     | Claudio Sclosa (capitano) |
|    | Italia (bandiera)  | C     | David Fiorentini          |
|    | Brasile (bandiera) | C     | Dunga                     |
|    | Italia (bandiera)  | C     | Bruno Caneo               |
|    | Italia (bandiera)  | C     | Mario Brandani            |
|    | Italia (bandiera)  | C     | Silvio Gori               |
|    | Italia (bandiera)  | A     | Lamberto Piovanelli       |
|    | Italia (bandiera)  | A     | Luca Cecconi              |
|    | Italia (bandiera)  | A     | Ricardo Paciocco          |

## Risultati

### Serie A

#### Girone di andata
| Arbitro: | Agnolin (Bassano del Grappa) |

|             |           |                                               |
| Cecconi 53’ | Marcatori | 16’ Donadoni 73’ Gullit 80’ (rig.) Van Basten |

| Arbitro: | Frigerio (Milano) |

|                                 |           |           |
| Júnior 10’ Gasperini 83’ (rig.) | Marcatori | 45’ Dunga |

| Arbitro: | Longhi (Roma) |

|                   |           |  |
| Sclosa 66’ (rig.) | Marcatori |  |

| Arbitro: | Baldas (Trieste) |

|                   |           |  |
| Boniek 68’ (rig.) | Marcatori |  |

| Arbitro: | Lombardo (Marsala) |

|            |           |              |
| Cuoghi 47’ | Marcatori | 62’ Maccoppi |

| Arbitro: | Pezzella (Frattamaggiore) |

|  |           |                |
|  | Marcatori | 88’ Bernazzani |

| Arbitro: | Lo Bello (Siracusa) |

|                         |           |                |
| Bernazzani 7’ Dunga 60’ | Marcatori | 64’ Mandorlini |

| Arbitro: | Casarin (Milano) |

|             |           |                                    |
| Elliott 41’ | Marcatori | 18’ De Agostini 90’ (aut.) Elliott |

| Arbitro: | Fabricatore (Roma) |

|                                     |           |                          |
| W.J. Casagrande 64’ D. Agostini 73’ | Marcatori | 28’ Lucarelli 76’ Dianda |

| Arbitro: | Magni (Bergamo) |

|                            |           |            |
| Paciocco 19’ Lucarelli 64’ | Marcatori | 42’ Baggio |

| Verona 13 dicembre 1987 11ª giornata | Verona           | 0 – 0 referto | Pisa | Stadio Marcantonio Bentegodi\| Arbitro: \| Baldas (Trieste) \| |
| Arbitro:                             | Baldas (Trieste) |               |      |                                                                |

| Pisa 20 dicembre 1987 12ª giornata | Pisa                | 0 – 0 referto | Avellino | Stadio Arena Garibaldi\| Arbitro: \| Amendolia (Messina) \| |
| Arbitro:                           | Amendolia (Messina) |               |          |                                                             |

| Arbitro: | Lo Bello (Siracusa) |

|                |           |             |
| Ceramicola 33’ | Marcatori | 76’ Cecconi |

| Arbitro: | Magni (Bergamo) |

|  |           |                   |
|  | Marcatori | 33’ L. Pellegrini |

| Arbitro: | Di Cola (Avezzano) |

|                               |           |              |
| Gritti 12’, 56’ Berggreen 46’ | Marcatori | 6’ Lucarelli |

#### Girone di ritorno
| Arbitro: | Pairetto (Torino) |

|             |           |  |
| Colombo 27’ | Marcatori |  |

| Pisa 31 gennaio 1988 17ª giornata | Pisa                | 2 – 0 referto | Pescara | Stadio Arena Garibaldi\| Arbitro: \| Lo Bello (Siracusa) \| |
| Arbitro:                          | Lo Bello (Siracusa) |               |         |                                                             |

| Arbitro: | Coppetelli (Tivoli) |

|                         |           |                    |
| Renica 13’ Maradona 76’ | Marcatori | 77’ (aut.) Filardi |

| Arbitro: | Casarin (Milano) |

|                |           |          |
| Piovanelli 84’ | Marcatori | 69’ Oddi |

| Como 28 febbraio 1988 20ª giornata | Como             | 0 – 0 referto | Pisa | Stadio Giuseppe Sinigaglia\| Arbitro: \| D'Elia (Salerno) \| |
| Arbitro:                           | D'Elia (Salerno) |               |      |                                                              |

| Pisa 6 marzo 1988 21ª giornata | Pisa             | 0 – 0 referto | Empoli | Stadio Arena Garibaldi\| Arbitro: \| Paparesta (Bari) \| |
| Arbitro:                       | Paparesta (Bari) |               |        |                                                          |

| Arbitro: | Amendolia (Messina) |

|                                   |           |                   |
| Altobelli 11’ Dolcetti 89’ (aut.) | Marcatori | 87’ (rig.) Sclosa |

| Arbitro: | Lanese (Messina) |

|                              |           |                |
| De Agostini 25’ Tricella 65’ | Marcatori | 30’ Bernazzani |

| Arbitro: | Cornieti (Forlì) |

|                   |           |            |
| Miceli 58’ (aut.) | Marcatori | 73’ Miceli |

| Firenze 10 aprile 1988 25ª giornata | Fiorentina                | 0 – 0 referto | Pisa | Stadio Comunale\| Arbitro: \| Pezzella (Frattamaggiore) \| |
| Arbitro:                            | Pezzella (Frattamaggiore) |               |      |                                                            |

| Pisa 17 aprile 1988 26ª giornata | Pisa             | 0 – 0 referto | Verona | Stadio Arena Garibaldi\| Arbitro: \| Paparesta (Bari) \| |
| Arbitro:                         | Paparesta (Bari) |               |        |                                                          |

| Arbitro: | Baldas (Trieste) |

|               |           |  |
| Schachner 49’ | Marcatori |  |

| Arbitro: | Casarin (Milano) |

|           |           |  |
| Caneo 47’ | Marcatori |  |

| Genova 8 maggio 1988 29ª giornata | Sampdoria                    | 0 – 0 referto | Pisa | Stadio Luigi Ferraris\| Arbitro: \| Agnolin (Bassano del Grappa) \| |
| Arbitro:                          | Agnolin (Bassano del Grappa) |               |      |                                                                     |

| Arbitro: | Lo Bello (Siracusa) |

|                  |           |  |
| Faccenda 8’, 67’ | Marcatori |  |

### Coppa Italia

#### Ottavo girone
| Arbitro: | Magni (Bergamo) |

|                                          |                      |                                     |
| Bernazzani Sclosa Cuoghi S. Gori Cecconi | Tiri di rigore 4 – 5 | Galderisi Monelli Muro Nigro G. Pin |

| Arbitro: | Frigerio (Milano) |

|  |           |           |
|  | Marcatori | 10’ Dunga |

| Arbitro: | Gava (Conegliano) |

|  |           |           |
|  | Marcatori | 63’ Caneo |

| Arbitro: | Lanese (Messina) |

|                           |                      |                                      |
| Panero 43’                | Marcatori            | 46’ Piovanelli                       |
| Panero Barbas Enzo Monaco | Tiri di rigore 5 – 4 | Bernazzani Cuoghi Gori Dunga Cecconi |

| Arbitro: | D'Elia (Salerno) |

|                                 |           |                 |
| Piovanelli 1’ Sclosa 15’ (rig.) | Marcatori | 73’ De Agostini |

#### Ottavi di finale
| Arbitro: | Pezzella (Frattamaggiore) |

|                        |           |               |
| Paciocco 44’ Caneo 87’ | Marcatori | 4’ Vierchowod |

| Arbitro: | Agnolin (Bassano del Grappa) |

|                 |           |  |
| Bonomi 34’, 44’ | Marcatori |  |

## Statistiche

### Statistiche di squadra
| Competizione | Punti | In casa | In casa | In casa | In casa | In casa | In casa | In trasferta | In trasferta | In trasferta | In trasferta | In trasferta | In trasferta | Totale | Totale | Totale | Totale | Totale | Totale | DR |
| Competizione | Punti | G       | V       | N       | P       | Gf      | Gs      | G            | V            | N            | P            | Gf           | Gs           | G      | V      | N      | P      | Gf     | Gs     | DR |
| ------------ | ----- | ------- | ------- | ------- | ------- | ------- | ------- | ------------ | ------------ | ------------ | ------------ | ------------ | ------------ | ------ | ------ | ------ | ------ | ------ | ------ | -- |
| Serie A      | 24    | 15      | 5       | 6       | 4       | 14      | 13      | 15           | 1            | 6            | 8            | 9            | 17           | 30     | 6      | 12     | 12     | 23     | 30     | -7 |
| Coppa Italia |       | 3       | 2       | 1       | 0       | 4       | 2       | 4            | 2            | 1            | 1            | 3            | 3            | 7      | 4      | 2      | 1      | 7      | 5      | +2 |
| Totale       |       | 18      | 7       | 7       | 4       | 18      | 15      | 19           | 3            | 7            | 9            | 12           | 20           | 37     | 10     | 14     | 13     | 30     | 35     | -5 |

### Statistiche dei giocatori
| Giocatore     | Serie A  | Serie A | Serie A     | Serie A    | Coppa Italia | Coppa Italia | Coppa Italia | Coppa Italia | Totale   | Totale | Totale      | Totale     |
| Giocatore     | Presenze | Reti    | Ammonizioni | Espulsioni | Presenze     | Reti         | Ammonizioni  | Espulsioni   | Presenze | Reti   | Ammonizioni | Espulsioni |
| ------------- | -------- | ------- | ----------- | ---------- | ------------ | ------------ | ------------ | ------------ | -------- | ------ | ----------- | ---------- |
| D. Bernazzani | 25       | 3       | ?           | ?          | 6            | 0            | ?            | ?            | 31       | 3      | ?           | ?          |
| M. Brandani   | 13       | 0       | ?           | ?          | 2            | 0            | ?            | ?            | 15       | 0      | ?           | ?          |
| B. Caneo      | 25       | 1       | ?           | ?          | 7            | 2            | ?            | ?            | 32       | 3      | ?           | ?          |
| A. Cavallo    | 18       | 0       | ?           | ?          | 5            | 0            | ?            | ?            | 23       | 0      | ?           | ?          |
| L. Cecconi    | 24       | 2       | ?           | ?          | 6            | 0            | ?            | ?            | 30       | 2      | ?           | ?          |
| R. Chiti      | 14       | 0       | ?           | ?          | 1            | 0            | ?            | ?            | 15       | 0      | ?           | ?          |
| S. Cuoghi     | 24       | 1       | ?           | ?          | 7            | 0            | ?            | ?            | 31       | 1      | ?           | ?          |
| S. Dianda     | 18       | 1       | ?           | ?          | 3            | 0            | ?            | ?            | 21       | 1      | ?           | ?          |
| A. Dolcetti   | 28       | 0       | ?           | ?          | 6            | 0            | ?            | ?            | 34       | 0      | ?           | ?          |
| Dunga         | 23       | 2       | ?           | ?          | 6            | 1            | ?            | ?            | 29       | 3      | ?           | ?          |
| P. Elliott    | 10       | 1       | ?           | ?          | 5            | 0            | ?            | ?            | 15       | 1      | ?           | ?          |
| M. Faccenda   | 27       | 2       | ?           | ?          | 7            | 0            | ?            | ?            | 34       | 2      | ?           | ?          |
| D. Fiorentini | 7        | 0       | ?           | ?          | 1            | 0            | ?            | ?            | 8        | 0      | ?           | ?          |
| S. Gori       | 5        | 0       | ?           | ?          | 7            | 0            | ?            | ?            | 12       | 0      | ?           | ?          |
| D. Lucarelli  | 24       | 3       | ?           | ?          | 6            | 0            | ?            | ?            | 30       | 3      | ?           | ?          |
| A. Nista      | 30       | -28     | ?           | ?          | 7            | -5           | ?            | ?            | 37       | -33    | ?           | ?          |
| R. Paciocco   | 21       | 1       | ?           | ?          | 2            | 1            | ?            | ?            | 23       | 2      | ?           | ?          |
| L. Piovanelli | 26       | 3       | ?           | ?          | 7            | 2            | ?            | ?            | 33       | 5      | ?           | ?          |
| C. Sclosa     | 27       | 1       | ?           | ?          | 7            | 1            | ?            | ?            | 34       | 2      | ?           | ?          |